# Distrito de Anse-à-Veau
El distrito de Anse-à-Veau (en francés arrondissement d'Anse-à-Veau; y en criollo haitiano: awondisman Ansavo) es una división administrativa haitiana, que está situada en el departamento de Nippes.

## División territorial
Está formado por el reagrupamiento de cinco comunas:
- Anse-à-Veau
- Arnaud
- L'Asile
- Petit-Trou-de-Nippes
- Plaisance-du-Sud